# Constantin von Lyskirchen

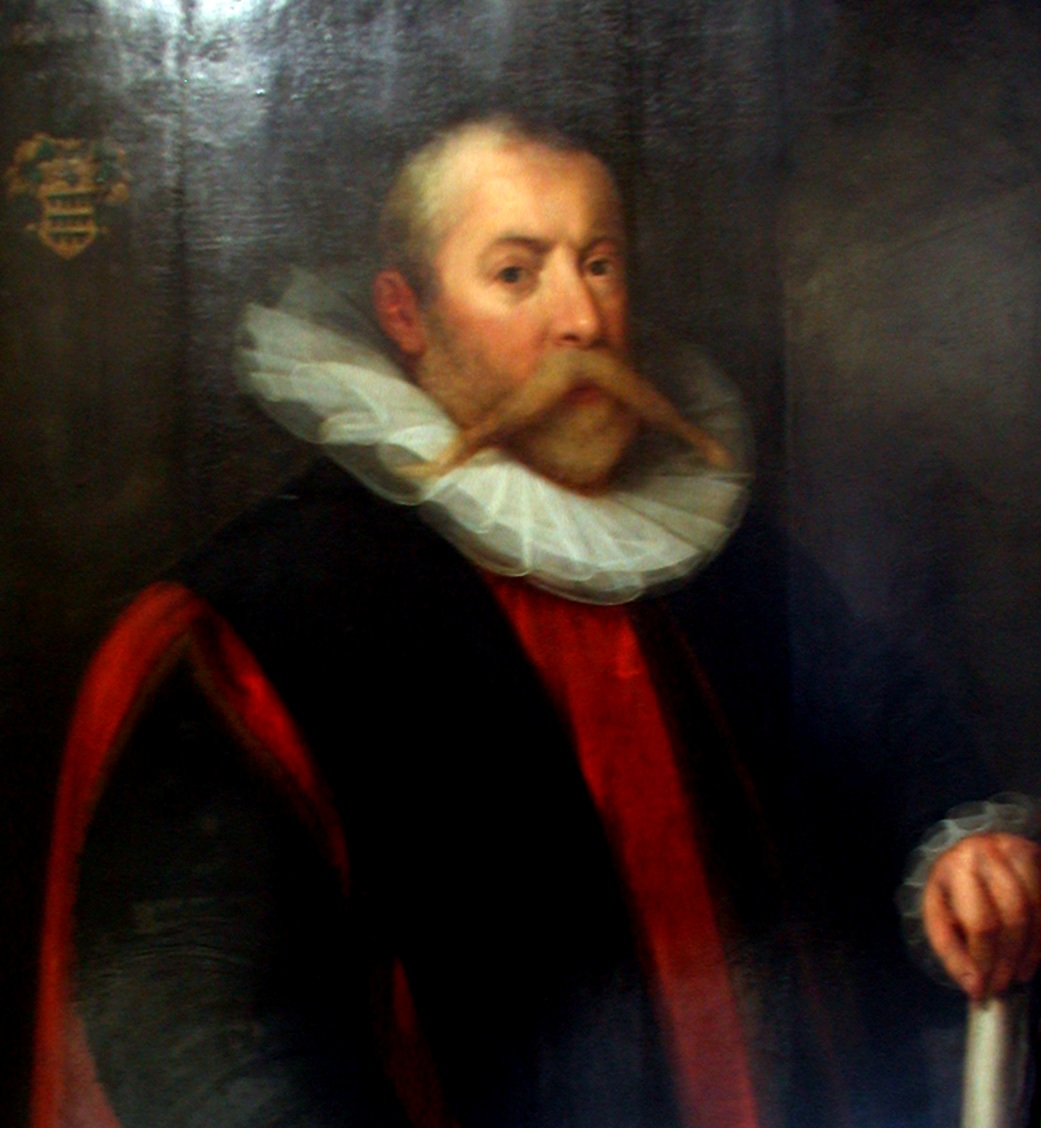
Johann Lyskirchen, Kölner Bürgermeister um 1595, Urgroßvater des Constantin von Lyskirchen (1604–1672)

Constantin von Lyskirchen (* 31. Oktober 1604 in Köln; † 18. Oktober 1672 ebenda) war ein deutscher Bürgermeister und Gesandter der Reichsstadt Köln zu den Verhandlungen, die 1648 zum Westfälischen Frieden geführt haben.

## Leben
Constantin von Lyskirchen entstammte der Familie Lyskirchen, deren Mitglieder dem Kölner Patriziat angehörten und über Jahrzehnte den Bürgermeister von Köln stellten und bedeutende Positionen im öffentlichen Leben Kölns besetzten.
Sein gleichnamiger Vater († 1632) war Bürgermeister, seine Mutter Gertrud von der Reck († 1648). Sein Bruder Johann Conrad war Kanoniker in St. Gereon und St. Ursula.
Erstmals wurde Constantin am 9. Juli 1640 zum Kölner Bürgermeister ernannt, blieb weitere elfmal in diesem Amt, zuletzt bis 1670/1671 und war das letzte Familienmitglied.
In den Jahren von 1644 bis 1648 war er gemeinsam mit Hermann Halveren Gesandter der Reichsstadt Köln zu den Verhandlungen in Münster und Osnabrück, die 1648 zum Westfälischen Frieden geführt haben.
Ebenfalls war er Gesandter zum Reichstag zu Regensburg 1653.
Er war Angehöriger der Sebastiansbruderschaft bei den Augustinern und der Salve-Regina-Bruderschaft.
Er nannte sich Herr zu Dransdorf, nach der seit dem 16. Jahrhundert in Familienbesitz befindlichen Herrschaft Dransdorf bei Bonn.
Am 14. Juli 1631 heiratete er Margarethe von Rotkirchen († 1665), Tochter des Bürgermeisters Jakob von Rotkirchen und der Richmund von Pilgrums.